# Villieu-Loyes-Mollon
Villieu-Loyes-Mollon – miejscowość i gmina we Francji, w regionie Owernia-Rodan-Alpy, w departamencie Ain.

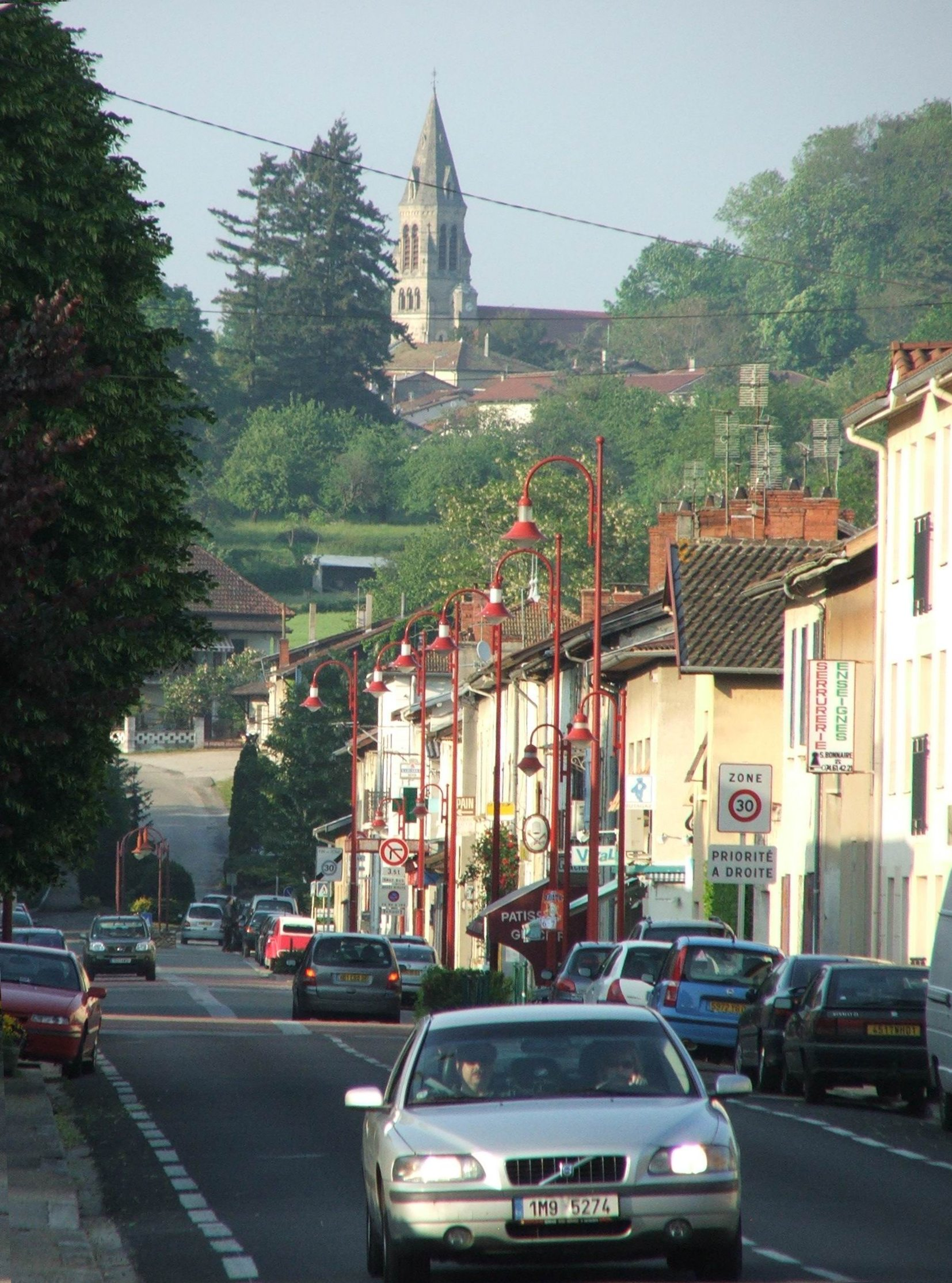
Villieu-Loyes-Mollon (2007 r.)

## Demografia
Według danych na styczeń 2012 roku gminę zamieszkiwało 3267 osób, a gęstość zaludnienia wynosiła 205,3 osób/km².